# Nemertesia ciliata
Nemertesia ciliata är en nässeldjursart som beskrevs av V.S. Bale 1914. Nemertesia ciliata ingår i släktet Nemertesia och familjen Plumulariidae. Inga underarter finns listade i Catalogue of Life.